# أليخاندرو ريفيرو
أليخاندرو ريفيرو (بالإسبانية: Alejandro Rivero)‏ هو لاعب كرة قدم أرجنتيني، ولد في 1998 في مدينة كويلمس في الأرجنتين. لعب مع أرسنال ساراندي.